# Język kaera
Język kaera, także dorit – język papuaski używany w prowincji Małe Wyspy Sundajskie Wschodnie w Indonezji, w kilku wsiach na północno-wschodnim wybrzeżu wyspy Pantar. Według danych z 2014 r. posługuje się nim 5500 osób.
Należy do grupy języków alor-pantar. Jest blisko spokrewniony z językiem teiwa i bywa uważany za jego dialekt.
Jego użytkownicy zamieszkują wsie: Abang Iwang, Padangsul, Bibit Gomi, Matgomi/Weniwa, Tamal Abang. Według danych z 2007 r. pozostaje w powszechnym użyciu (przynajmniej w miejscowości Abang Iwang), przy czym w edukacji stosowany jest język indonezyjski. Jest potencjalnie zagrożony wymarciem.
Nazwa „kaera” pochodzi od nazwy dawnej miejscowości, a „dorit” od nazwy największego klanu posługującego się tym językiem.
Poświęcono mu skrótowe opracowanie gramatyczne (Kaera, w: The Papuan languages of Timor, Alor and Pantar: Sketch grammars, 2014) .